# ソフトSF
ソフトSFあるいはソフト・サイエンス・フィクションとは、ハードSFの反対語であり、サイエンス・フィクションの物語の中での科学の役割と性質を示す用語である。日本語ではあまり使われないが、英語圏では1970年代末から1980年代初めにかけて、工学や「ハード」な科学（物理学、天文学、化学など）に基づかず、「ソフト」な科学、特に社会科学（人類学、社会学、心理学、政治学など）に基づいたSFを示す用語として登場した。別の定義として、主題を科学的・工学的な推測に置かず、登場人物のキャラクターや社会に関する考察を主題とするようなSFを指すこともある。第3の定義は、科学考証をあまり厳密に行わないSFを指す。例えば、設定として特に説明もなく超光速航法を使ったりする場合である。
The Encyclopedia of Science Fiction の中でピーター・ニコルズは、ソフトSFについて「SF用語としてはあまり明確な意味を持たない」とし、ソフトSFとハードSFの対比は「時には非論理的だ」としている。実際、「ソフト」と「ハード」の境界は固定的でもないし合意が存在するわけでもないし、科学の「ハード性」と「ソフト性」について唯一の標準が存在するわけでもない。読者によっては、実現可能な範囲からの逸脱（例えば超高速航法や超能力）が少しでもあれば「ソフト性」の印と考えることもある。また、登場人物のキャラクターや技術革新の社会への影響などを強調した作品をソフトSFとする場合もある。このように曖昧な用語であるため、「ソフトSF」がSFのサブジャンルを指すとは厳密には言えないが、SFの「ハードさ」を表す軸があるとしたら、ハードSFの反対方向を指す用語にはなる。